# Mir (administrativ enhet)
Mir, (ryska: мир, "samfällighet") ibland även kallad obsjtjina (ryska: община, "gemenskap"), var en historisk administrativ enhet i Ryska kejsardömet, bestående av ett flertal bondehushåll. Miren var en självstyrande gemenskap där bönderna valde sina egna företrädare. Man styrde även bruket av de lokala skogarna, fisket, jakten och obrukad mark. För att jämna ut skattetrycket mellan sina medlemmar omfördelade miren med jämna mellanrum den jord som gick att bruka mellan sina medlemmar. Från 1720 skedde omfördelningen skedde i enlighet med hushållens storlek.

## Historia

### Ursprung
Mirens historiska ursprung är oklart och omtvistat. Ryska nationalister har hävdat att gemenskapen mir är en uråldrig och specifik rysk form av gemensamt självstyre och arbetsgemenskap. Enligt nationalisterna ska miren ha växt fram ur de särskilda ryska klimatförhållandena och de problem som det medförde för jordbruket. Akademiker i väst har å sin sida menat att mirens karaktär och sammanhållning först uppstod under den senare delen av tsarväldet. Syftet från tsarregimens sida ska enligt forskarna ha varit att skärpa den sociala kontrollen genom att ge mirerna ett kollektivt ansvar för att bland annat betala skatt.

### Efter livegenskapens avskaffande
Även efter emancipationsreformen 1861 fortsatte miren att utgöra ett system för kollektivt jordbrukande och lokal administrativ enhet. Rent ekonomiskt var en mir relativt ineffektiv, samtidigt som den centrala regeringen föredrog styrelseformen efter att ha gjort enheten kollektivt ansvarig att betala statliga skatter och ansvarig att fullgöra lokala åtaganden. Mirsystemet uppskattades av slavofiler och politiskt konservativa grupper som såg miren som en väktare för gamla nationella värderingar. Även de revolutionära narodnikerna förordade systemet, som man såg som en prototyp för ett framtida socialistiskt samhälle.
Premiärminister Pjotr Stolypin (1906-11) satte igång ett antal jordbruksreformer, bland annat försökte han uppmuntra bönder att gå över till privat ägande av marken. Bönderna tilltalades dock inte av privatiseringsförsöken och gick tillbaka till gemensamt jordägande efter revolutionen 1917.